# Еврианаса (дъщеря на Пактол)
Вижте пояснителната страница за други значения на Еврианаса.
Еврианаса (на старогръцки: Εὐρυάνασσα, Euryanassa, Eurythemiste) в гръцката митология e дъщеря на речния бог Пактол.
Еврианаса означава „Владетелка на голяма страна“. Тя се омъжва за бог Тантал, цар на Лидия, и от него е майка на Пелопс, Бротей и Ниоба.